# La vaca Lola
La vaca Lola es un personaje del ámbito del entretenimiento infantil en español, difundido principalmente a través de medios digitales. Su popularidad está asociada a la canción homónima, ampliamente adaptada por diversas productoras de contenido para niños y que forma parte del repertorio de canciones populares utilizadas en contextos educativos y recreativos dirigidos a la primera infancia.

## Origen y desarrollo
El personaje fue desarrollado por la productora colombiana Toy Cantando. El proceso creativo comenzó en 2014, con la conceptualización del personaje y la búsqueda de una voz que lo representara. Posteriormente, el personaje fue incorporado por la productora argentina El Reino Infantil en su serie La Granja de Zenón, como parte de una adaptación propia. Ambas versiones han coexistido en el entorno digital, contribuyendo a la difusión del personaje a nivel internacional.

## Características del personaje
La vaca Lola es representada como una vaca antropomórfica de carácter infantil. Las características específicas varían según la productora que la utilice. En las versiones de Toy Cantando, el personaje se asocia con la música y se presenta con atributos lúdicos. En La Granja de Zenón, se le otorgan cualidades más maternales y reflexivas, apareciendo acompañada de su ternero.

## Canción y difusión digital
La canción «La vaca Lola» se caracteriza por una estructura lírica sencilla y repetitiva, centrada en la descripción básica del animal. Esta simplicidad facilita su memorización y ha contribuido a su adopción generalizada en el público infantil, especialmente en el ámbito de la educación preescolar y el entretenimiento temprano.
Además de Toy Cantando y El reino Infantil, otras productoras, bandas y artistas han realizado sus propias versiones de la canción «La vaca Lola». Las adaptaciones han alcanzado una amplia difusión a través de plataformas digitales como YouTube, Spotify y TikTok.

## Adaptaciones y otros formatos
Además de sus adaptaciones musicales, el personaje ha sido incorporado en otros formatos audiovisuales y editoriales. Entre ellos se encuentra una serie animada producida por Toy Cantando, compuesta por episodios breves que combinan narraciones sencillas con canciones infantiles. Asimismo, se han realizado presentaciones en vivo en formato teatral y musical.
El personaje también ha sido incluido en publicaciones dirigidas al público infantil, como libros ilustrados. Paralelamente, su imagen ha sido utilizada en productos derivados, que incluyen juguetes, marionetas, peluches y materiales didácticos, como parte de una estrategia de expansión transmedia orientada al mercado infantil.

## Uso educativo
El personaje y sus canciones se han utilizado en contextos educativos formales e informales. Su contenido promueve la identificación de animales, colores, formas, números y letras, así como la coordinación motora mediante el canto y el movimiento.
El personaje también ha sido empleado para introducir temas sociales como el cuidado del medio ambiente, la alimentación saludable y la prevención del acoso escolar.